# Гансова Емма Августівна
Емма Августівна Гансова (2 листопада 1939, Ананьїв — 28 листопада 2020, Одеса) — українська науковиця-соціолог, педагог. Доктор філософських наук (1991), професор. Співфундаторка одеської соціологічної школи, дослідниця економічної соціології, соціології праці, управління та політики, методології науки.
У різні періоди — професор декількох навчальних закладів Одеси, зокрема понад 25 років праці віддала Одеському інституту інженерів морського флоту, національному університету імені І. І. Мечникова та регіональному інституту державного управління НАДУ при Президентові України.
Авторка понад 100 наукових робіт. Учениця однієї з засновниць сучасної одеської соціології, професора Ірини Попової.

## Життєпис
Народилась 2 листопада 1939-го року у місті Ананьїв на Одещині.
В юності захоплювалась археологією, брала участь у низці археологічних експедицій разом з Володимиром Станком. Виступила авторкою деяких археологічних публікацій, зокрема про розкопки Ніконія.
У 1962-му році закінчила історичний факультет Одеського державного університету імені І. І. Мечникова (ОДУ). Відтоді ж — педагог Одеського інституту інженерів морського флоту (ОІІМФ). Вільно володіла англійською мовою, соціологією зацікавилась після прочитання англомовної літератури з цієї науки.
У 1971-му році, після закінчення аспірантури при кафедрі філософії ОДУ, здобула науковий ступінь кандидата філософських наук, захистивши дисертацію на тему «Критика концепций лидерства в современной американской социологии». Наукова керівниця дисертації — одна з засновниць сучасної одеської соціології, професор Ірина Попова, тему для роботи підказав професор Ігор Кон.
Протягом року (1983—1984) завідувала новоствореною кафедрою філософії ОІІМФ. З 1990-го року — педагог кафедри соціології Інституту соціальних наук своєї alma mater — ОДУ імені І. І. Мечникова. У 1991-му році здобула науковий ступінь доктора філософських наук, захистивши дисертацію на тему «Регулятивно-управленческая функция социальной теории».
З 1995-го року — професор кафедри соціології. Відтоді ж паралельно розпочала роботу у новоствореному Одеському регіональному інституті державного управління НАДУ при Президентові України, стала однією з фундаторок кафедри філософських та соціально-політичних наук.
Пізніше розпочала педагогічну та наукову діяльність на кафедрі філософії, соціології та менеджменту соціокультурної діяльності Південноукраїнського національного педагогічного університету імені К. Д. Ушинського (ПУНПУ).
Працювала до останніх днів життя. Померла на 82-му році життя 28 листопада 2020-го року.

### Родина
- Батько — кандидат історичних наук, доцент Август Гансов[7][8](працював в Одеському педагогічному інституті та в Одеському державному університеті).
- Мати — кандидат філологічних наук, доцент Бела Чаленко (працювала в Одеському державному педагогічному інституті).[9]
- Чоловік — краєзнавець, колекціонер Тарас Максим'юк (нар. 1943). Виховали двох дітей[10].

## Наукова діяльність
Авторка понад 100 наукових робіт. Співзасновниця одеської соціологічної школи, дослідниця економічної соціології, соціології праці, управління та політики, методології науки. Членкиня Соціологічної асоціації України та спеціалізованої вченої ради з захисту дисертацій ПУНПУ.
Наукова керівниця та консультантка низки докторів та кандидатів наук. Серед учнів Емми Гансової — науковці Андрій Крупник, Юлія Журавльова, Олена Мошак, Ліна Бондарева, Наталія Драгомирецька, Микола Попов, Володимир Яценко, Дмитро Ягунов тощо.
Про свої соціологічні методи у 2011-му році казала так:
|  | Кількісні методи також дуже цікаві. Вони відкривають нові можливості для висновків. Вони ставлять заслін банальності. ... Кількісні методи дозволяють соціологам уникнути тривіальності. Мене не цікавить рейтинг Януковича. Мене цікавить, чому він має такий рейтинг. А щоб відповісти на це питання, мені для цього потрібно зробити те, що ми називаємо «факторний аналіз». Я й так знаю, що Схід та Захід України розходяться, але мені потрібно знати точно, якою є дистанція розбіжності. Мені потрібно виміряти її. Я не маю права говорити на рівні повсякденної свідомості. |

Разом з Іриною Поповою заклала фундамент одеської соціології, відвідуючи з опитуваннями заводи міста, зокрема «Кіслородмаш» та «Пресмаш». Відкриттям для науковиць стало те, що робітники у цехах висловлювалися гостро та сміливо, були вкрай незадоволені керівництвом, що йшло у розріз із тим, що заявляли радянські пропагандисти.

## Науковий доробок (частковий)
- Комплексы керамической тары / Э. А. Гансова // Материалы по археологии Северного Причерноморья: Сб. научн. тр. — 1966. — Вип. 5. — С. 72-77.
- Критика концепций лидерства в современной американской социологии: диссертация кандидата философских наук : 09.00.00 / Э. А. Гансова. — Одесса, 1971. — 211 с.
- Социально-экономическое управление: (Интегратив. аспект социал. познания) / Э. А. Гансова. — Киев: Вища школа, 1988. — 156,[2] с.; 20 см.
- Регулятивно-управленческая функция социальной теории: диссертация доктора философских наук : 09.00.01. 1991. — [Б. м.]. — 353 с.
- Профессор Попова и ее школа / Гансова Э. А., Победа Н. А. // Одесский университет, № 8, 4 мая 1993.
- Економічна соціологія: навч. посіб. / [В. М. Ворона, Е. А. Гансова та ін.] ; за ред. В. М. Ворони, В. Є. Пилипенка ; Нац. акад. наук України, Ін-т соціол. — К: Ін-т соціол. НАН України, 1997. — 271, [1] с. : табл.
- Сучасна соціальна та гуманітарна політика в контексті соціологічної науки: навч. посібник / Е. А. Гансова. — Одеса: ОФ УАДУ, 2000. — 64 с.
- Соціологічні школи та напрямки в Україні наприкінці XIX-початку XX століть (Соціологія в Україні чи українська соціологія?): [Навч. посібник] / Е. А. Гансова ; Одеський держ. ун-т ім. І. І. Мечникова. — О. : Астропринт, 2000. — 64 с.
- Экономическая социология. Учебное пособие / Пилипенко В. Е., Гансова Э. А., Казаков В. С. и др. — К.: МАУП, 2002. — 296 с.
- Правовий статус жінки в Україні / Л. І. Кормич, Е. А. Гансова // Актуальні проблеми держави і права. — 2004. — Вип. 22. — С. 397—402.
- Соціальна політика та соціальна робота: навч. посібник / Е. А. Гансова, О. М. Лисенко. — Одеса: ОНПУ, 2005. — 205 с.
- Соціальні орієнтири державної політики. Діагностика соціального розвитку Одеського регіону / В. І. Гілко, Е. А. Гансова [и др.] ; Національна академія держ. управління при Президентові України, Одеський регіональний ін-т держ. управління. — О. : ОРІДУ НАДУ, 2005. — 376 с.
- Проблеми сучасної соціальної політики України / Л. І. Кормич, Е. А. Гансова // Актуальні проблеми держави і права. — 2006. — Вип. 29. — С. 173—182.
- Методика экспертной оценки программ социального развития / Э. А. Гансова // Вiсник Одеського нацiонального унiверситету, 2007, Соціологія і політичні науки; Т.12, вип. 6.
- Об'єкт та предмет соціології соціальної політики як галузевої соціології / Е. А. Гансова // Вiсник Одеського нацiонального унiверситету, 2008, Соціологія і політичні науки; Т. 13, вип 5.
- Діагностика сучасного соціально-економічного стану українського суспільства (методологічні засади) / Е. А. Гансова // Вiсник Одеського нацiонального унiверситету, 2009, Соціологія і політичні науки; Т. 14, вип. 2.
- Мистецтво з погляду інонаукової символології / Е. А. Гансова // Філософська думка, 2011, № 3
- Науково-теоретичні засади соціальної політики / Е. А. Гансова // Вiсник Одеського нацiонального унiверситету, 2011, Соціологія і політичні науки; Т. 16, вип. 10.
- Методології моделювання соціальної політики / Е. А. Гансова // Науковий вісник Міжнародного гуманітарного університету. Історія. Філософія. Політологія. — 2011. — Вип. 2. — С. 76-78.
- Sociology: methodological manual on the course of lectures in Engl. for law students a. post-graduates of the Nat. univ. «Odesa acad. of law» / E. A. Gansova ; Nat. univ. «Odesa acad. of law». — Odesa: Feniks, 2012. — 144 p.
- Модели национальной идентификации / Э. А. Гансова // Науковий вісник Міжнародного гуманітарного університету. Історія. Філософія. Політологія. — 2012. — Вип. 4. — С. 127—128.
- Міжнародна та європейська інтеграція в умовах глобалізації: навч.-метод. посіб./ С. Давтян, В. Кривцова, О. Овчар, Е. Гансова та ін.; за заг. ред. М. М. Іжи.- Одеса: ОРІДУ НАДУ, 2012.
- Соціологія соціальної політики як галузь соціологічної науки / Е. А. Гансова // Вісник Одеського національного університету. Серія: Соціологія і політичні науки. — 2013. — Т. 18, Вип. 2(1). — С. 149—153.
- Соціологічна методологія дослідження національної безпеки / Е. А. Гансова // Вісник Одеського національного університету. Серія: Соціологія і політичні науки. — 2013. — Т. 18, Вип. 3. — С. 21-23.
- Социальные идентичности в динамике институционального и самоорганизационного / Н. А. Победа, В. М. Онищук, Э. А. Гансова; редкол.: Н. А. Победа [и др.]; ОНУ им. И. И. Мечникова, ИСН, Каф. социологии. — Одесса: ВМВ, 2013.
- Соціальна держава як базова засада процесів гуманізації суспільства / Е. А. Гансова // Гілея: науковий вісник. — 2014. — Вип. 87. — С. 193—197.
- Українська класична соціальна філософія як складова європейської філософської думки / Е. А. Гансова // «Перспективи». Соціально-політичний журнал. — 2014. — № 3. — С. 24-28.
- Значення української класичної соціологічної спадщини для розуміння процесу національної ідентифікації в сучасному українському суспільстві / Е. А. Гансова, В. М. Онищук // Наукове пізнання: методологія та технологія. Філософія. — 2015. — Вип. 1. — С. 55-58.
- Методология и логика междисциплинарного синтеза / И. В. Балашенко, Э. А. Гансова // «Перспективи». Соціально-політичний журнал. — 2015. — № 2. — С. 12-19.
- Место и роль образования в процессе социализации личности в условиях современного украинского общества / Э. А. Гансова // Наукове пізнання: методологія та технологія. Філософія. — 2015. — Вип. 2. — С. 46-49.
- Методологія та методи соціальної діагностики / Е. А. Гансова // «Перспективи». Соціально-політичний журнал. — 2016. — № 1. — С. 20-27.
- Показатели состояния общества. Кризис, стабильность, развитие / Э. А. Гансова // «Перспективи». Соціально-політичний журнал. — 2016. — № 2-3. — С. 26-29.
- Простір моди в контексті міждисциплінарності / Е. А. Гансова // Гілея: науковий вісник. — 2017. — Вип. 119. — С. 196—200.
- Оценивание социальных программ как метод определения их эффективности / Э. А. Гансова, Г. В. Кузьменко // Наукове пізнання: методологія та технологія. Філософія. — 2017. — Вип. 1. — С. 27-31.
- Особенности философско–социологического знания / Э. А. Гансова // Гілея: науковий вісник. — 2018. — Вип. 128. — С. 202—205.
- Что такое социальный «вэлфэйр» / Э. А. Гансова // Наукове пізнання: методологія та технологія. Філософія. — 2018. — Вип. 1. — С. 39-45.
- Філософські засади соціально-політичних відносин / Е. А. Гансова // «Перспективи». Соціально-політичний журнал. — 2019. — № 3. — С. 20-25.
- Методологія аналізу суспільства / Е. А. Гансова // Наукове пізнання: методологія та технологія. Філософія. — 2019. — Вип. 1. — С. 26-29.
- Значення загальнонаукової методології для здійснення соціальної політики / Е. А. Гансова // Наукове пізнання: методологія та технологія. Філософія. — 2020. — Вип. 1. — С. 19-23.